# União Popular Republicana
A União Popular Republicana (em francês, Union Populaire Républicaine) é um partido político gaullista francês, fundado em 2007 por François Asselineau. A ideologia do partido é eurocética: defende a retirada da França da União Europeia, da  Zona Euro e da OTAN.

## História
Depois de deixar a UMP (União por um Movimento Popular, hoje Os Republicanos) em 2006 e o Rally para uma França Independente e Soberana (RIF) onde Asselineau foi um membro do comitê de direção por 3 meses, em 2007, para comemorar o 50º aniversário da assinatura do Tratado de Roma, ele criou a União Popular Republicana (UPR).